# Don Smith (ishockeyspelare)
Donald John Smith, född 4 juni 1888 i Cornwall, Ontario, död 13 maj 1959, var en kanadensisk professionell ishockeyspelare.

## Karriär
Don Smith inledde ishockeykarriären i hemstaden Cornwall i Ontario med Cornwall Hockey Club i Federal Amateur Hockey League åren 1904–1907. Säsongen 1907–08 blev han professionell mem Portage la Prairie Cities i Manitoba Professional Hockey League. Därefter spelade Smith för St. Catharines Pros och Toronto Professionals i Ontario Professional Hockey League säsongen 1908–09. 
1910 spelade Smith för Montreal Shamrocks i den kortlivade ligan Canadian Hockey Association innan klubben anslöt till den nybildade ligan National Hockey Association. Han spelade även sju matcher för Montreal ACB i MCHL. Säsongen därpå, 1910–11, spelade Smith för Renfrew Creamery Kings i NHA och gjorde 26 mål på 16 matcher. Därefter gjorde Smith ytterligare ett klubbyte då han flyttade västerut för att spela med Victoria Senators i Pacific Coast Hockey Association säsongen 1912.
Från 1912 till 1916 representerade Smith Montreal Canadiens och Montreal Wanderers i NHA innan han lämnade ishockeyn för att tjänstgöra i Första världskriget. Han återkom till ishockeyn säsongen 1919–20 men det blev endast 12 matcher och ett mål med Montreal Canadiens i NHL innan Smith lade ishockeykarriären åt sidan.
2 juni 1919 gifte sig Don Smith med Agnes Hunt i Montreal.

## Statistik
FAHL = Federal Amateur Hockey League, MPHL = Manitoba Hockey Association, CHA = Canadian Hockey Association
| 1904–05    | Cornwall Hockey Club      | FAHL       | 7   | 4  | 0  | 4   | –   | – | – | – | – | –  |
| 1905–06    | Cornwall Hockey Club      | FAHL       | 5   | 2  | 0  | 2   | –   | – | – | – | – | –  |
| 1906–07    | Cornwall Hockey Club      | FAHL       | 9   | 16 | 0  | 16  | –   | – | – | – | – | –  |
| 1907–08    | Portage la Prairie Cities | MPHL       | 14  | 19 | 0  | 19  | –   | – | – | – | – | –  |
| 1908–09    | St. Catharines Pros       | OPHL       | 6   | 10 | 0  | 10  | 12  | – | – | – | – | –  |
|            | Toronto Professionals     | OPHL       | 8   | 11 | 0  | 11  | 15  | – | – | – | – | –  |
| 1909–10    | Montreal ACB              | MCHL       | 7   | 6  | 0  | 6   | –   | – | – | – | – | –  |
| 1909–10    | Montreal Shamrocks        | CHA        | 3   | 7  | 0  | 7   | 3   | – | – | – | – | –  |
| 1910       | Montreal Shamrocks        | NHA        | 12  | 14 | 0  | 14  | 58  | – | – | – | – | –  |
| 1910–11    | Renfrew Creamery Kings    | NHA        | 16  | 26 | 0  | 26  | 49  | – | – | – | – | –  |
| 1912       | Victoria Senators         | PCHA       | 16  | 19 | 0  | 19  | 22  | – | – | – | – | –  |
| 1912–13    | Montreal Canadiens        | NHA        | 20  | 19 | 0  | 19  | 52  |   |   |   |   |    |
| 1913–14    | Montreal Canadiens        | NHA        | 20  | 18 | 10 | 28  | 18  | 2 | 1 | 0 | 1 | 7  |
| 1914–15    | Montreal Canadiens        | NHA        | 11  | 2  | 5  | 7   | 18  | – | – | – | – | –  |
|            | Montreal Wanderers        | NHA        | 8   | 4  | 3  | 7   | 21  | 2 | 1 | 0 | 1 | 12 |
| 1915–16    | Montreal Wanderers        | NHA        | 23  | 14 | 2  | 16  | 56  | – | – | – | – | –  |
| 1919–20    | Montreal Canadiens        | NHL        | 12  | 1  | 0  | 1   | 6   | – | – | – | – | –  |
| NHA totalt | NHA totalt                | NHA totalt | 110 | 97 | 20 | 117 | 272 | 4 | 2 | 0 | 2 | 19 |